# Ardesio
Ardesio (lombardul: Ardés) település Olaszországban, Lombardia régióban, Bergamo megyében. Lakosainak száma 3313 fő (2023. január 1.). Ardesio Branzi, Valgoglio, Parre, Villa d’Ogna, Oltre il Colle, Premolo, Roncobello, Gromo és Oltressenda Alta községekkel határos.

## Népesség
A település népességének változása:
| Lakosok száma | 3490 | 3485 | 3313 |
|               | 2017 | 2018 | 2023 |